# Papi (chanson)
Pour les articles homonymes, voir Papi.
Singles de Jennifer Lopez
I'm Into You
(2011) T.H.E. (The Hardest Ever)
(2011)
Pistes de Love?
Run the World
(5) Until It Beats No More
(7)
Papi est une chanson de la chanteuse américaine Jennifer Lopez et le troisième single extrait de l'album Love?.

## Liste des pistes
- Téléchargement digital[1]
  1. Papi – 3:40
- Digital Remix EP[2]
  1. Papi (Rosabel Radio) – 3:24
  2. Papi (Mixin Marc & Tony Svedja Radio) – 3:40
  3. Papi (R3hab Radio) – 3:37
  4. Papi (It's the DJ Kue Radio Mix!) – 3:53
  5. Papi (Rosabel Vocal Club Mix) – 7:29
  6. Papi (Mixin Marc & Tony Svedja Extended) – 6:33
  7. Papi (R3hab Club) – 4:53
  8. Papi (It's the DJ Kue Extended Mix!) – 5:34
  9. Papi (Rosabel Attitude Dub) – 7:56
  10. Papi (Mixin Marc & Tony Svedja Dub) – 6:17
  11. Papi (R3hab Instrumental) – 4:53
  12. Papi (It's the DJ Kue Instrumental!) – 5:35

## Classements et certifications
| Classement (2011)                       | Meilleure position |
| --------------------------------------- | ------------------ |
| Belgique (Flandre Ultratop 50 Singles)  | 23                 |
| Belgique (Wallonie Ultratop 50 Singles) | 28                 |
| Brésil (Billboard Hot 100)              | 72                 |
| Canada (Canadian Hot 100)               | 50                 |
| Tchéquie (IFPI Rádio)                   | 13                 |
| Finlande (Suomen virallinen lista)      | 9                  |
| France (SNEP)                           | 28                 |
| Allemagne (Black Top 30)                | 3                  |
| Israël (Media Forest)                   | 8                  |
| Italie (FIMI)                           | 3                  |
| Pays-Bas (Single Top 100)               | 68                 |
| Pologne (Dance Top 50)                  | 15                 |
| Slovaquie (IFPI Rádio)                  | 12                 |
| Corée du Sud (International Chart)      | 189                |
| Espagne (PROMUSICAE)                    | 18                 |
| Suisse (Schweizer Hitparade)            | 37                 |
| Royaume-Uni (UK R&B Chart)              | 18                 |
| Royaume-Uni (UK Singles Chart)          | 67                 |
| États-Unis (Billboard Hot 100)          | 96                 |
| États-Unis (Dance Club Songs)           | 1                  |
| États-Unis (Billboard Latin Pop Songs)  | 33                 |
| États-Unis (Billboard Pop Songs)        | 33                 |
| Classement (2012)                       | Meilleure position |
| Australie (ARIA)                        | 24                 |
| Roumanie (UPFR)                         | 53                 |

| Classement (2011)                 | Position |
| --------------------------------- | -------- |
| Croatie                           | 59       |
| États-Unis (Hot Dance Club Songs) | 18       |

## Clip vidéo

### Contexte
Le clip a été tourné en 10-12 août 2011. dans le centre-ville de Los Angeles, Californie. Il a été réalisé par Paul Hunter, qui avait précédemment réalisé ses clips pour "If You Had My Love" (1999) et "Love Don't Cost a Thing" (2001). Une partie de la vidéo a été diffusée le 16 septembre 2011 sur Good Morning America. La vidéo complète a été diffusée pour la première fois le 19 septembre 2011 sur VEVO. Le clip a été monté en une publicité de 31 secondes, faisant la promotion de la Fiat 500, la voiture dans laquelle Lopez conduit dans le clip.

### Synopsis
Le clip commence par les mots « Love? Happens ». La vidéo continue avec Lopez tenant son BlackBerry Bold 9900 et discutant avec Lisa, la préposée au courrier de son appartement. Ils parlent de l'intérêt amoureux de Lopez ; elle est déçue parce que son amant, qui est un colonel dans l'United States Air Force ; n'est pas encore revenu de déploiement. Lisa lui tend ensuite le courrier et lui offre un biscuit qui, selon elle, lui ramènera son homme. Lisa prend soin de lui dire de n'en prendre qu'une petite bouchée en raison de la force du biscuit, mais Lopez en prend accidentellement une trop grosse. Le lendemain matin, le charme captivant du biscuit prend le dessus et, alors que Lopez quitte son immeuble, elle attire l'attention d'un homme qui lui vole une rose pour la lui offrir, mais se fait agresser par un autre homme. Alors qu'elle marche dans les rues de la ville, elle attire l'affection d'un nombre toujours croissant d'hommes, dont un jardinier, un homme d'affaires et un motard, qui se battent entre eux tandis que Lopez continue sa route sans se rendre compte du chaos qui se déroule derrière elle. Lopez atteint finalement sa voiture (une Fiat 500) mais est envahie par le groupe d'hommes qui la poursuivent avec des cadeaux de fleurs et un chiot. La foule finit par déjouer les plans de Lopez et la coince, la forçant à sortir de la voiture. Ils se mettent à danser autour d'elle dans une démonstration complexe de chorégraphie. Elle dit aux hommes de s'arrêter et découvre rapidement qu'elle peut contrôler la distance à laquelle ils s'approchent d'elle en utilisant les positions de son corps. Elle parvient à diriger les hommes dans une séquence chorégraphiée rapide avant que tous les hommes ne la soulèvent du sol. Son amant sort alors d'un bus et la sauve et la foule se dissipe rapidement, laissant le couple s'éloigner dans la voiture de Lopez.La vidéo se termine avec une Lopez choquée essayant en vain d'expliquer à son amant les événements qu'elle a endurés tout au long de la journée.